# GM Ecotec Diesel (1997)
GM Ecotec Diesel — серия рядных четырёхцилиндровых 16-клапанных турбодизельных двигателей внутреннего сгорания с клапанным механизмом SOHC, представленных в 1997 году компанией General Motors. В двигателях применялись один распредвал с цепным приводом и алюминиевая головка блока цилиндров с роторным насосом высокого давления Bosch.

## Варианты
2,0-литровый двигатель выпускался под названиями Vauxhall Di и DTi. Версия с меньшей мощностью имеет 16 клапанов и турбонагнетатель, но не имеет интеркулера. Версия мощностью 61 кВт (82 л. с.) вскоре была заменена 1,7-литровым двигателем Circle L. Более мощная версия развивала мощность 75 кВт (100 л. с.) и крутящий момент 230 Н⋅м.
2,2-литровый двигатель изначально развивал мощность 86 кВт (115 л. с.), а в конце 2000 года мощность была увеличена до 93 кВт (125 л. с.), а крутящий момент был увеличен с 260 Н⋅м при 1900 об/мин до 280 Н⋅м при 1500 об/мин. Также изменения коснулись распредвала и поршней. Также были добавлены впрыск топлива и турбокомпрессор с изменяемой геометрией.
Преемником стал 1,9-литровый двигатель Fiat JTD.

## Коды двигателей
GM называла эти двигатели шестизначным кодом, таким как Y20DTH. Первая буква — X для двигателей Евро-2 или Y для двигателей Евро-3. Двухзначные числа — 20 для двигателей объёмом 2,0 л (1995 см3) и 22 для двигателей объёмом 2,2 л (2171 см3). Следующие две буквы — DT. Буква L обозначает отсутствие интеркулера, буква H обозначает наличие интеркулера, буква R обозначает наличие как интеркулера, так и турбокомпрессора с изменяемой геометрией. Saab называл двигатель D223L, независимо от кодов Y22DTH или Y22DTR.

## Применения
- Vauxhall/Opel Astra, четвёртое поколение (только 2.0)
- Vauxhall/Opel Frontera, второе поколение (только 2.2)
- Vauxhall/Opel Omega B2
- Vauxhall/Opel Signum (до 2004 года)
- Vauxhall/Opel Sintra (только 2.2, 1999 год)
- Vauxhall/Opel Vectra, серия B и серия C до 2004 года
- Vauxhall/Opel Zafira, серия A (2.0 в Великобритании, 2.2 также предлагается на некоторых рынках)
- Saab 9-3, первое поколение (только 2.2)
- Saab 9-3, второе поколение (только 2.2, до конца 2004 года)
- Saab 9-5, первое поколение (только 2.2, с 2002 по 2005)